# 索利特 (伊利諾伊州)
索利特（英語：Sollitt）是位於美國伊利諾伊州坎卡基縣的一個非建制地區。該地的面積和人口皆未知。

## 地理
索利特的座標為41°17′36″N 87°38′05″W / 41.29333°N 87.63472°W，而該地的平均海拔高度為217米（即712英尺）。